# Monte Bregagno
De Monte Bregagno is een 2107 meter hoge berg in de Italiaanse Alpen (Lombardije, Como).
De berg ligt ten noordoosten van de toeristenplaats Menaggio aan het Comomeer. Het is het hoogste punt van de vier kilometer lange bergkam Costone del Bregagno. De berg is een belangrijk element in het uitzicht over het meer, vooral vanuit het noorden.
Over de grazige top, die gemarkeerd is met een groot kruis, voert de populaire wandelroute Alta Via del Lario. Het pad volgt overwegend de bergkam waardoor men vanaf de Monte Bregagno vrij gemakkelijk via de buurberg Monte Tabor (2079 m) en Monte Garzirola (2116 m) naar Zwitserland kan lopen. De tocht kan onder meer worden aangevangen in Plesio vanuit het zuiden en Garzeno vanuit het noorden. De enige berghut in de omgeving van de berg is het Rifugio Menaggio. Deze ligt ten zuiden van de top, aan de voert van de Monte Grona (1728 m), de zuidelijkste top van de Costone del Bregagno.